# Vicente de Paula Tavares
Vicente de Paula Tavares (ur. 21 stycznia 1972 w João Pinheiro) – brazylijski duchowny katolicki, biskup pomocniczy Brasílii od 2024. 

## Życiorys
9 grudnia 2006 otrzymał święcenia kapłańskie i został inkardynowany do archidiecezji Brasília. Przez kilka lat pracował duszpastersko w São Sebastião, a w latach 2011–2014 był wychowawcą w seminarium duchownym w Goiânii. W 2015 został kierownikiem duszpasterstwa powołań, a w kolejnych latach kierował kilkoma parafiami na terenie stołecznego miasta.
19 marca 2024 papież Franciszek mianował go biskupem pomocniczym Brasílii nadając mu stolicę tytularną Gergis.
1 maja 2024 otrzymał święcenia biskupie w Katedrze Najświętszej Maryi Panny z Aparecidy w Brasílii. Udzielił mu ich kardynał Paulo Cezar Costa. 